# Moturiki
Moturiki is een eiland in Fiji in de Lomaiviti-eilanden. Het is 10,4 km² en het heeft ongeveer 2000 inwoners, die in zeven dorpen verspreid over het eiland wonen.
Op Moturiki zijn belangrijke archeologische vondsten gedaan. Er zijn overblijfselen van de Lapitacultuur aangetroffen, waaronder een ongeveer 3000 jaar oud skelet, het oudste van Fiji.